# Dryopteris aneitensis
Dryopteris aneitensis är en träjonväxtart som först beskrevs av William Jackson Hooker, och fick sitt nu gällande namn av Carl Frederik Albert Christensen. Dryopteris aneitensis ingår i släktet Dryopteris och familjen Dryopteridaceae. Inga underarter finns listade.